# Dominique Pegg
Dominique Pegg (London, 24 maggio 1995) è un'ex ginnasta canadese, membro della squadra canadese che ha partecipato alla finale a squadre nell'Olimpiadi di Londra 2012.